# Гонобаза
Гонобаза (gonobaza) — опорний склерит статевих придатків самців в комах. Форма гонобази має таксономічне значення.

## Гонобаза в комарів
До гонобази з внутрішньої сторони прикріплені великі парні гоноподити, кожен має два склерита: базальний — гонококсит і вершинний — гоностиль. Гонококсити з внутрішньої сторони проксимально і дистально мають вирізи для входження мускулатури з сусідніх склеритів. Гоностилі подовжені. У них розрізняють внутрішній виріз, зовнішній та внутрішній горбки, один або кілька шипів на дистальному кінці. Гоностерн — непарний орган. Він прикріплюється до внутрішніх країв гонококситів. У ньому розрізняють тіло і гаки. До середини тіла гоностерна прикріплена гонофурка, дистальний її кінець роздвоєний. Розміри і форма гонофурки мінливі. Гоноплеврити парні, у вигляді вузьких довгих смужок або трикутних пластинок, з'єднуються з гоностерном, гонококситами і парамерами. Парамери складаються з безлічі зубців або двох великих шипів; іноді вони не розвинені.